# Mouzeil
Mouzeil település Franciaországban, Loire-Atlantique megyében. Lakosainak száma 2004 fő (2022. január 1.). Mouzeil Trans-sur-Erdre, Couffé, Ligné, Mésanger, Teillé és Les Touches községekkel határos.

## Népesség
A település népességének változása:
| Lakosok száma | 790  | 872  | 1190 | 1520 | 1914 | 1887 | 1889 | 1911 | 1942 | 2004 |
|               | 1968 | 1982 | 1990 | 2006 | 2013 | 2015 | 2017 | 2019 | 2020 | 2022 |